# Попов, Павел Никитич
Павел Никитич Попов (1877 — после 1917) — землевладелец, депутат Государственной думы Российской империи II созыва от Самарской губернии.

## Биография
По происхождению из купцов. Родился в Покровской слободе. Начальное образование получил дома, затем окончил в Мариинское земледельческое училище в Николаевском городке. Крупный землевладелец Новоузенского уезда Самарской губернии. Площадь владений составляла 2,5 тысячи десятин. Занимался сельским хозяйством на своей земле. Вступил в партию кадетов во время первой русской революции. 
7 февраля 1907 года избран в Государственную думу II созыва от общего состава выборщиков Самарского губернского избирательного собрания. Вошёл в состав Конституционно-демократической фракции. Был членом Распорядительной комиссии Думы.
Весной 1917 года направил приветствие Четвёртой Государственной Думе в связи со свержением монархии.
Детали дальнейшей судьбы и дата смерти неизвестны.

### Архивы
- Российский государственный исторический архив. Фонд 1278. Опись 1 (2-й созыв). Дело 345; Дело 584. Лист 29 оборот; Опись 5.